# Yaguareté-Abá
El Yaguareté-Avá (del guaraní jaguarete, ‘jaguar’; y ava, ‘hombre’ o ‘humano’) o Capiango, también llamado Hombre-Jaguar, o Hombre-Tigre; es un ser mitológico de la cultura guaraní. Es una leyenda  común del nordeste argentino y el Gran Chaco, que hace referencia a un brujo que se convierte en un yaguareté. Su raíz se halla en la adoración que estos pueblos tenían por estos animales.
El yaguareté-avá tiene una pequeña relación con  el Luisón, ya que en ambos casos se toma la metamorfosis de humano a bestia, o en otro relato, de humano a bestia humana. 
La leyenda cuenta que se trata de brujos que mediante el uso de un cuero de jaguar y sahúma con plumas de gallina serían capaces de desprenderse de sus pieles y transformarse en una criatura mitad jaguar y mitad humano. En un matorral  se empiezan a revolcar de izquierda a derecha sobre el cuero, rezando un credo al revés mientras cambian de aspecto. Salen entonces de caza, y ya devorada la presa, retornan a su forma primitiva, realizando la- misma operación, pero ahora en sentido inverso (es decir, de derecha a izquierda).
Supuestamente las extremidades corresponden a un ser humano mientras que la espalda es ancha y sin pelo. Se lo describe normalmente como un yaguareté de rasgos comunes con una dimensión mayor y un carácter asesino. También se le da la característica de carencia de pelo en la frente y una cola muy corta o incluso sin cola. Se alimenta de carne humana, de mula o de vaca. Era muy temido ya que supuestamente saqueaba los ranchos, por lo que se consideraba un animal nefasto, secuestraba y obligaba a las mujeres jóvenes a limpiarlo. Si uno es capaz de quitarle el cuero y escupirle tres veces en la cara el brujo queda ciego y vulnerable a un ataque. Al morir toma de inmediato forma humana (similar o parecido al Nahual de la mitología y el folclore de Mesoamérica). Para matarlo se necesitan balas o un machete que hayan sido bendecidas, tras matarlo debe de decapitarse.
Dado que el yaguareté es un gran cazador solitario, exclusivamente carnívoro, captura y consume pequeños roedores, pecaríes, corzuelas, carpinchos, pacas, coatíes y yacarés. Además es el único que puede enfrentar con éxito al poderoso tapir.

## Dibujos
- Dibujo del Yaguaraté-Avá
- Dibujo del Capiango

- Datos: Q1393041